# Mondkolonisation

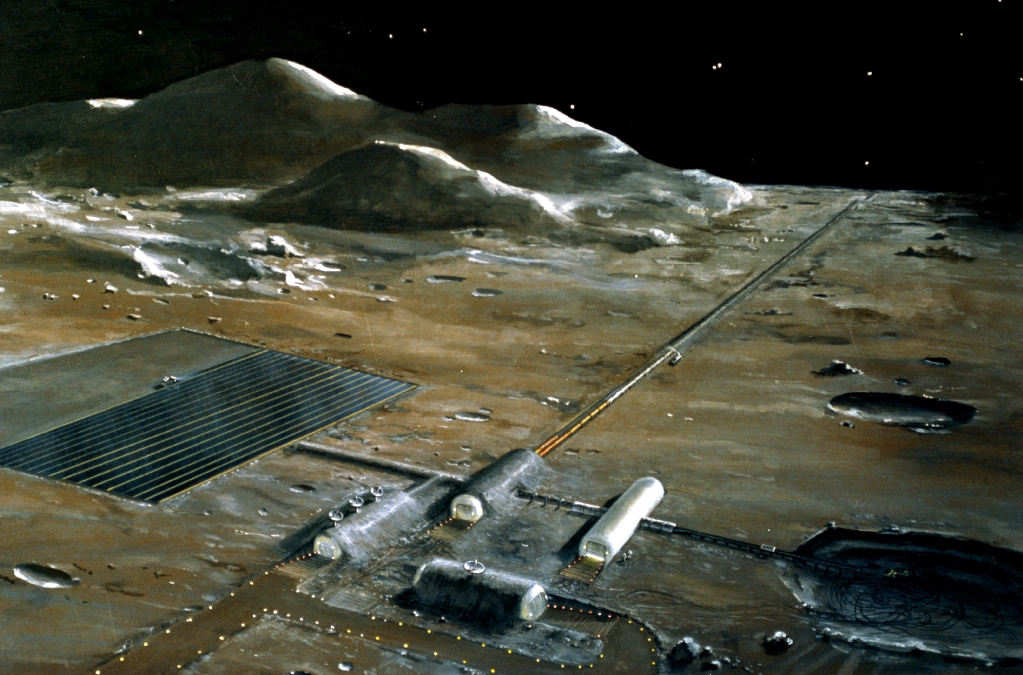
Zeichnung einer Mondbasis (1978) mit einer Weltraumschleuder als Transportsystem.

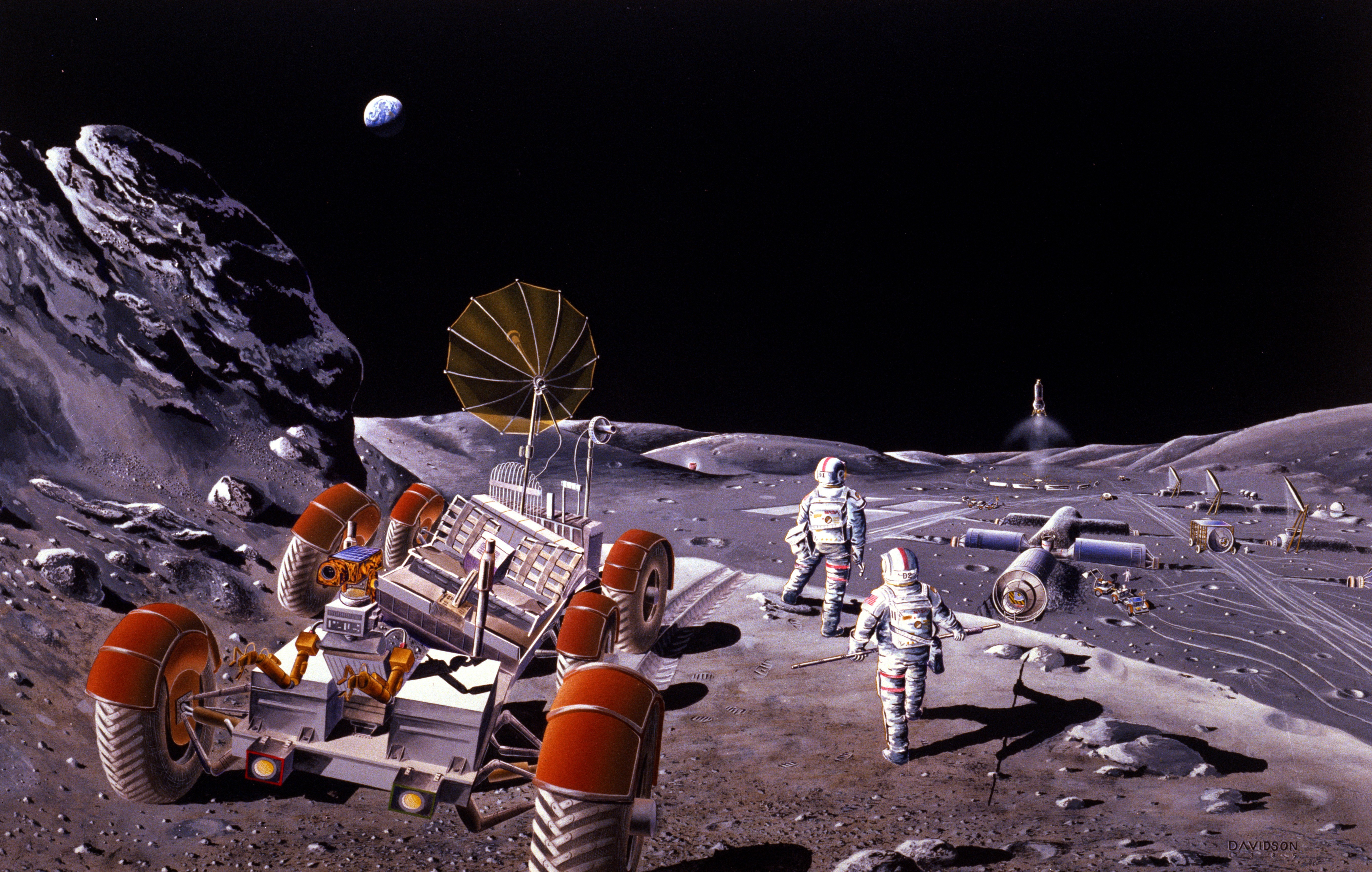
Mondbasis: Künstlerische Darstellung (1984)

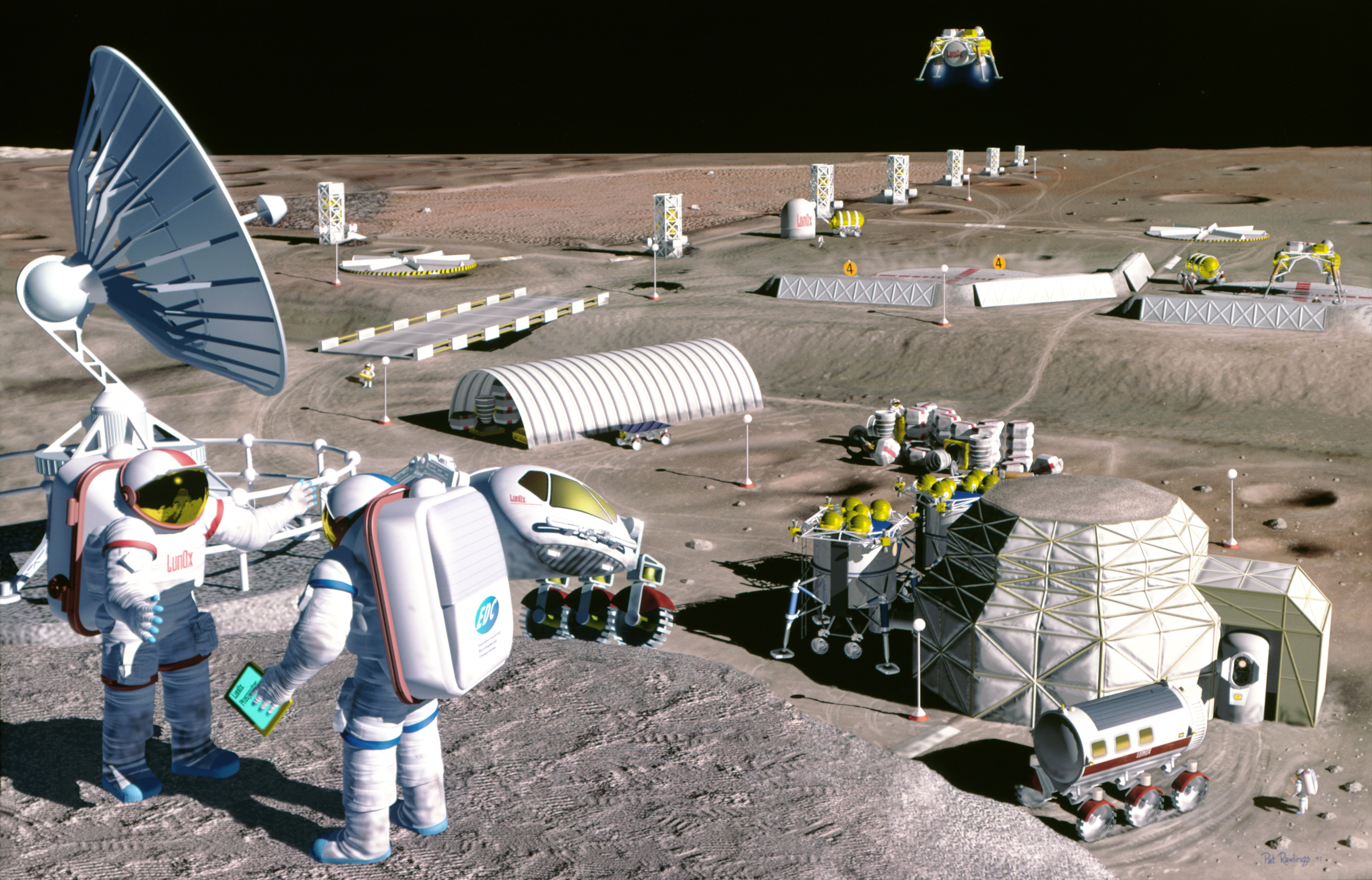
NASA-Vision einer Mondbasis (1995)

Eine Mondkolonisation ist die Gründung und Entwicklung von Siedlungen auf dem Mond. Neben zahlreichen Programmen zur Erforschung des Mondes gibt es Überlegungen zu einer möglichen Kolonisation, aber keine konkreten Pläne oder Absichten, dort Menschen anzusiedeln.

## Mondkolonisation in der Science-Fiction-Literatur
Seit mehr als einem Jahrhundert machen sich Menschen Gedanken über Reisen zum Mond und die Probleme, die damit verbunden sind. Mit dem Beginn des Raumfahrtzeitalters bzw. dem Bau erster Raketen geriet auch die Möglichkeit der Kolonisation des Mondes in das Blickfeld der Science-Fiction-Autoren und Wissenschaftler. Zu den bekannten SciFi-Autoren zählen Jules Verne, Arthur C. Clarke und zu den Wissenschaftlern Hermann Oberth, Konstantin Ziolkowski uvm.
Mit dem Roman Von der Erde zum Mond (1865) beschrieb Jules Verne, wie eine private Organisation, der fiktive Baltimore Gun Club, ein Verein von Artillerieexperten, eine riesige Kanone als Raumfahrtantrieb verwenden will, um mit einer Kanonenkugel (in Form eines Projektils) eine Mondreise durchzuführen. Der Nachfolgeroman Reise um den Mond (1870) beschreibt dann die Reise zum Mond und die Rückreise zur Erde, wobei nur eine Umrundung des Mondes erfolgte. Während in Jule Vernes Romanen hauptsächlich die Aspekte der Reise eine Rolle spielen, so wurden in den nachfolgenden Romanen und Geschichten schon das Leben auf dem Mond dargestellt. Bei dem Stummfilm Frau im Mond (1929), der eine Expedition zum Mond erzählt, wurde der Regisseur in technischen Aspekten von Oberth beraten. Der Roman von Clarke „Um die Macht auf dem Mond“ handelt in einer Zeit, in der der Mond von den Menschen besiedelt wurde. Das Erscheinungsjahr des Romans war 1957, also zu einer Zeit, in der der Weltraum in greifbare Nähe rückte (siehe Sputnik). Ab dieser Zeit, die auch als Beginn des Raumfahrtzeitalters bezeichnet wird, stieg die Zahl der Romane und der wissenschaftlichen Arbeiten zum „Leben auf dem Mond“ deutlich an.

## Realisierung
Bislang bestanden und bestehen keine konkreten Pläne für eine Ansiedlung von Menschen auf dem Mond. Dem am nächsten kommt das Konzept Artemis Base Camp der NASA aus dem Jahr 2020. Es sieht mehrmonatige Aufenthalte in einer Station in der Nähe des Mondsüdpols vor. Außerdem soll ein Wohnmobil (habitable mobility platform) dorthin gebracht werden, um bis zu 45-tägige Exkursionen auf der Mondoberfläche zu ermöglichen. Mit der Veröffentlichung dieses Konzepts reagierte die NASA auf die Forderung des damaligen US-Vizepräsidenten und Space-Council-Vorsitzenden Mike Pence, eine „permanente Basis“ auf dem Mond zu errichten. Es ist seitdem Teil des Artemis-Mondflugprogramms und soll während dessen zweiter Phase in den 2030er-Jahren realisiert werden.
Für die ersten Mondlandungen des Artemis-Programm soll als Landefähre eine Variante des Raumschiffs Starship von SpaceX verwendet werden. SpaceX möchte dieses System auch dahingehend weiterentwickeln, dass regelmäßig große Nutzlasttransporte zum Mond möglich sind. Der SpaceX-CEO Elon Musk möchte damit der NASA ermöglichen, eine permanent bewohnte Mondbasis einzurichten. Die Entwicklung des Starship-Mondfrachters und eines ähnlichen Systems von Blue Origin wird von der NASA im Rahmen des Artemis-Programms gefördert.

## Nutzen einer Mondkolonisation

### Ökonomische Aspekte
Der Raketentechniker Krafft Ehricke bezeichnete die lunare Wirtschaft als „Selenoconomy“. Diese Wirtschaft hätte zum einen das Potential, Güter und Serviceleistungen für den eigenen Standort zu generieren oder diese anderen Standorten anzubieten, wie z. B. den lunaren, den geostationären oder den erdnahen Orbits. Der Standortvorteil des Mondes beruht u. a. auf der geringeren Gravitation, so dass das gleiche Produkt, z. B. Treibstoff, mit einem wesentlich geringeren Energieaufwand als beim Start von der Erde, zu den Verbrauchern, z. B. einer Raumstation, transportiert werden kann. Folgende wirtschaftliche Leistungen könnten angeboten werden:
- Produkte: Metalle, Mineralien,[11] Treibstoff,[12] Sauerstoff,[13]
- Serviceleistungen: Errichtung und Wartung verschiedener Teleskopanlagen,[14][15] Rohstoffverteilung (z. B. Treibstoff, Sauerstoff) im erdnahen Raum[16]

### Politische Aspekte
Eine Mondkolonisierung, sogar nur die Errichtung einer Mondbasis, kann heutzutage mit traditioneller Technik nur in internationaler Kooperation stattfinden, da das notwendige Kapital kaum von einer einzelnen Institution oder einem Staat aufgebracht werden kann. Sollte ein einzelner Staat sich trotzdem dieses Ziel setzen, so muss die Regierung den hohen Kapitaleinsatz der Exploration gegenüber den anderen Staatsbereichen (Sicherheit, Sozialsysteme, …) rechtfertigen können, da ein politisches System die unterschiedlichen Interessen der beteiligten Akteure berücksichtigen muss. Nach Darstellung in dem Buch Lunar Handbook muss die Exploration daher unter den Aspekten der nationalen Sicherheit, des Prestiges, der Außenpolitik, der wissenschaftlichen und ökonomischen Relevanz und des Nutzens gegenüber der Gesellschaft betrachtet werden.
Der Nutzen solch einer internationalen Kooperation kann anhand der Errichtung und des Betriebs der Internationalen Raumstation gesehen werden. Am Ende des Kalten Krieges entschied sich die US-amerikanische Regierung dazu, die bisher geplante nationale Raumstation „Freedom“ in internationaler Kooperation zu errichten. Zum einen hatte dies den Zweck, die Kostenrisiken des Projektes zu minimieren bzw. auf alle Kooperationspartner zu verteilen, zum anderen sollten die außenpolitischen Beziehungen zu den Kooperationspartnern, u. a. Russland, durch solch ein Projekt gestärkt werden. Obwohl die Kostenrisiken durch Aufteilung des Budgets gesenkt werden, steigen die Gesamtkosten durch Installation entsprechender Schnittstellen und den erhöhten Abstimmungsaufwand bei den Kooperationspartnern um ca. 30 % an. Der letzte Aspekt, die Abstimmung der nationalen wirtschaftlichen und politischen Interessen untereinander, sowie die Schaffung eines entsprechenden Ausgleichs ist auf politischer Ebene deshalb einer der bedeutendsten.
Darüber hinaus sind noch einige Aspekte des Weltraumrechts ungeklärt, siehe hierzu z. B. den Mondvertrag.

### Wissenschaftliche Aspekte
Ein wissenschaftlicher Nutzen einer Mondbasis oder einer Mondkolonisation kann in den Bereichen der Mondforschung, der Erdbeobachtung, der Erforschung des Universums, aber auch in der Technologieentwicklung zur Weltraumkolonisierung gesehen werden.
Obwohl der Mond, nach der Erde, einer der am besten erforschten Himmelskörper ist, sind einige Fragen noch offen. Neben dem Sachverhalt, dass die Bildung des Erde-Mond-Systems als noch nicht vollständig verstanden betrachtet werden muss, wurden durch neuere Forschungssonden Gebiete auf der Mondoberfläche entdeckt, die sich wesentlich von den Apollo-Landestellen unterscheiden. Darüber hinaus liefert der Mond durch seine Ein-Platten-Tektonik ein Informationsarchiv, mit dessen Hilfe weitere Einsichten in die Planetenentstehung generiert werden können.
Analog der Satelliten im Erd- oder Sonnenorbit können wissenschaftliche Geräte zur Erdbeobachtung und Erforschung des Universums auch auf der Mondoberfläche installiert werden. Durch bemannte Basen in der Nähe wäre dann eine Wartung oder Instandsetzung dieser Systeme möglich.
Ein bedeutender wissenschaftlicher Nutzen könnte auch in der Technologieerprobung liegen. Neben den Ähnlichkeiten von Mars und Mond und der Entwicklung von Technologien auf dem Mond, die auch auf einer Marsmission eingesetzt werden könnten, spielt die Frage nach der Errichtung autarker Basen und dem dafür notwendigen Equipment, sowie die Nutzung der Ressourcen vor Ort eine wesentliche Rolle.

## Umweltbedingungen

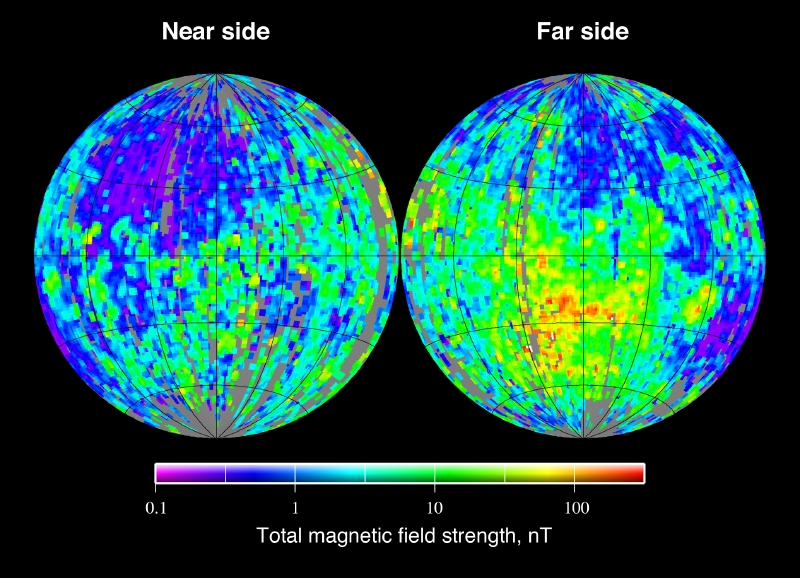
Magnetfeldstärken auf der Mondoberfläche

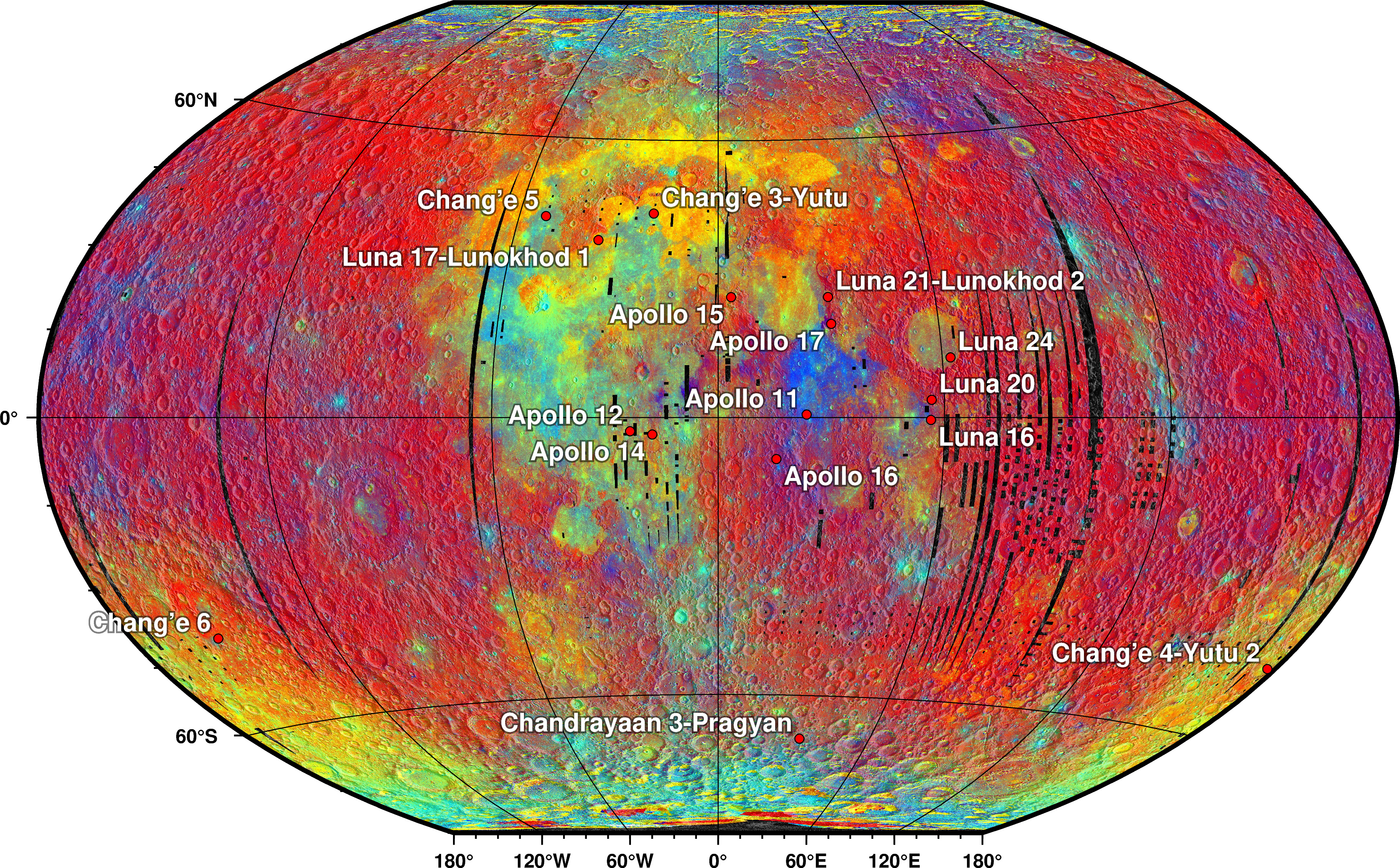
Falschfarbendarstellung der Kartierungs-Ergebnisse der Raumsonde Clementine zu der Gesteinsverteilung auf dem Mond.

Man kann die natürlichen und die (zukünftig) durch den Menschen verursachten Umweltbedingungen unterscheiden.

### Natürliche Umweltbedingungen
Der Mond besitzt keine nennenswerte Atmosphäre, nur ein Sechstel der Fallbeschleunigung der Erde an der Oberfläche, gelegentlich lokale Magnetfelder und örtlich unterschiedlich verteilte Ressourcen. Die fehlende Atmosphäre ist u. a. für den Betrieb von Teleskopanlagen auf dem Mond von Vorteil oder für Prozessverfahren, die auf Vakuumtechnik basieren. Die vorhandenen Ressourcen können abgebaut und genutzt werden, wobei der Installationsort der Abbauanlage auf der Mondoberfläche und der Nutzen des jeweils vorhandenen Materials (Mondstaub oder Gesteinsformationen) eine Rolle spielt.
Neben den Bestandteilen des Mondstaubes sind auch dessen Eigenschaften, wie Partikelgröße, spezifisches Gewicht, Porosität, Verdichtbarkeit etc. für die Nutzung vor Ort von Interesse. Diese Eigenschaften bestimmen z. B. das Verhalten des Mondstaubes bei Aushub oder Aufschüttung, im Speziellen ist die maximale Steillage des Hangs zu berücksichtigen (siehe Reibungswinkel). Weiterhin kann auch die Haftung bestimmt werden, die für die Befahrbarkeit (z. B. Auslegung von Mondfahrzeugen) eine Rolle spielt. Die elektrostatischen und magnetischen Eigenschaften geben Auskunft über die Durchlässigkeit von Radiosignalen oder das Verhalten des Mondstaubes. So können Radiosignale Mondstaub bis ca. 10 m durchdringen, so dass ein direkter Kontakt zur Erde nicht erforderlich ist (unterirdische Basen oder Basen mit Deckschichten aus Mondstaub/-gestein). Auf der anderen Seite können die Staubpartikel durch Sonneneinstrahlung auch aufgeladen werden, was zu einem Schwebe- und Migrationsverhalten derselben führt. Diese Partikel können sich dann an Geräten ablagern.

### Menschlich verursachte Umweltbedingungen
Der Mond mit seiner Entstehungsgeschichte kann als eine Art „Archiv der Entstehung des Sonnensystems“ gesehen werden. Die Mondkruste bildete sich in der frühen Phase der Entstehung und veränderte sich, aufgrund fehlender vulkanischer Aktivitäten, lediglich durch Asteroideneinschläge. Weiterhin führten Meteoriteneinschläge zur Bildung des Mondstaubes, so dass dieser deren Materialien beinhaltet. Durch entsprechende Abbauaktivitäten könnten solche „Archive“ zerstört werden. Darüber hinaus könnten Kolonien durch ihre Aktivitäten Mondstaub aufwirbeln, der sich dann an Geräten und Teleskopanlagen in unmittelbarer Nähe ablagern würde. Funkverbindungen der Basis mit dem Missionskontrollzentrum könnten ein Hintergrundsignal erzeugen, das für den Betrieb einer Radioteleskopanlage ungünstig sein könnte.
Zukünftige durch den Menschen verursachte Aktivitäten könnten entsprechende Auswirkungen auf die Umweltbedingungen zur Folge haben und müssen bei den Planungen entsprechend berücksichtigt werden.

## Logistische Infrastruktur

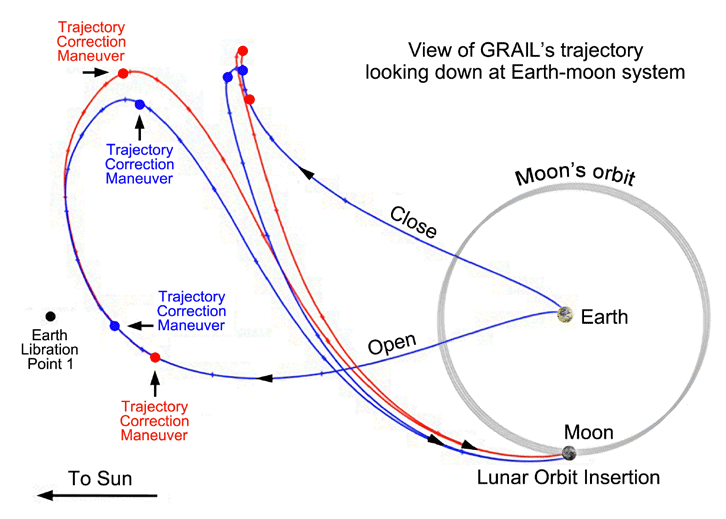
Flugbahn der GRAIL-Mission zum Mond wurde aufgrund des geringen Treibstoffbedarfs bestimmt.

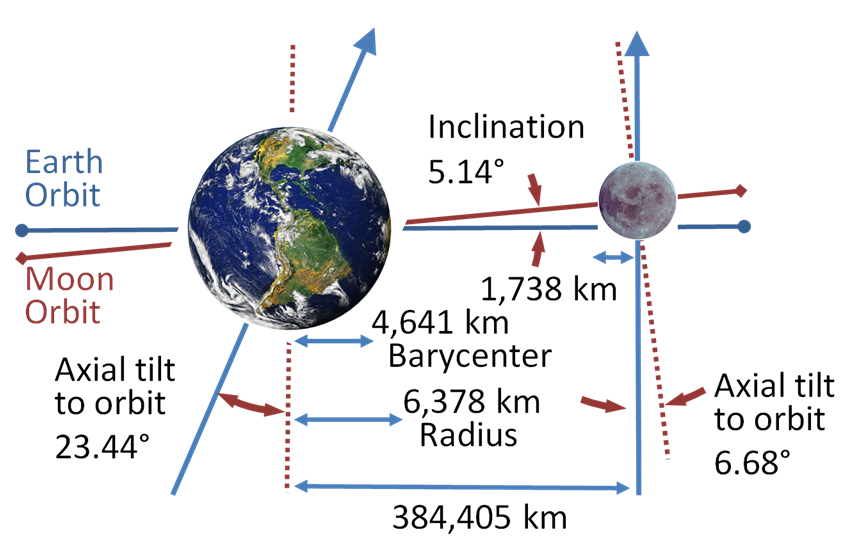
Erde-Mond System

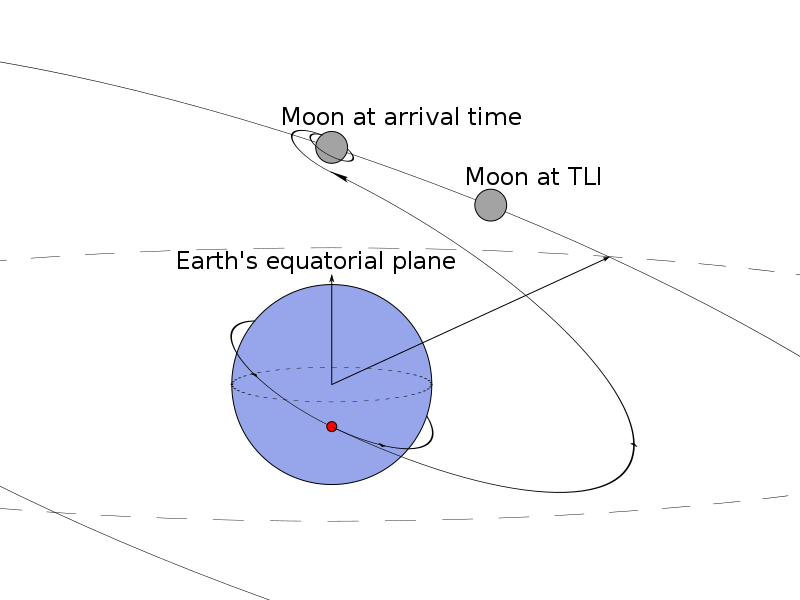
Mögliche Flugbahn zum Mond

Zu Beginn der Planungen einer Mondmission, als Bestandteil einer Mondkolonisation, sind die nachfolgenden Grundsatzentscheidungen zu treffen, die das Missionsprofil festlegen:
- Gemeinsamer oder getrennter Nutzlast- und Personentransport
- Standorte von Basen auf dem Mond
- Etablierung einer logistischen Infrastruktur

Ein Vergleich des Apollo-Programms mit dem Constellation-Programm verdeutlicht die unterschiedlichen Transportkonzepte. Während beim Apollo-Programm die Nutzlast gemeinsam mit der Mannschaft in den Weltraum transportiert wurde (Saturn V), sollte der Transport beim Constellation-Programm mit unterschiedlichen Trägersystemen (Ares I, Ares V) erfolgen. Hintergrund sind erhöhte Anforderungen bei der bemannten Raumfahrt (Gefährdung von Personen) im Gegensatz zur unbemannten Raumfahrt (Gefährdung von Material). Darüber hinaus ermöglicht eine Trennung auch andere Flugprofile für den Gütertransport als für den Personentransport, da die Dauer des Transfers für Material im Gegensatz zu Personen von untergeordneter Bedeutung ist (siehe z. B. Flugbahn der GRAIL Mission). Eine ähnliche Trennung existiert auch bei der Versorgung der ISS.

### Verschiedene mögliche Kolonisationsorte
Die Auswahl eines oder mehrerer Kolonisationsorte hängt von dem Ziel der Mission bzw. Kolonisationsstrategie ab. Nachfolgend werden drei wesentliche Regionen, die besondere Eigenschaften besitzen, kurz dargestellt.
Die Polregionen besitzen Punkte, die fast ständigem Lichteinfall ausgesetzt sind („Berge des ewigen Lichts“). Somit wäre die Sonne als Energiequelle nutzbar. Bei einem Verbund mehrerer Solarparks wäre eine ständige Energieversorgung gewährleistet. Mittels eines Verteilernetzes ließen sich so auch Stützpunkte betreiben, die nicht ständigem Sonnenlicht ausgesetzt sind. Ein interessanter Kandidat könnte der Shackleton-Krater sein. Darüber hinaus liegen die Täler der Bergketten stetig im Schatten. Untersuchungen zeigten, dass dort Wassereis vorhanden ist, das für eine Kolonie genutzt werden könnte (als Trinkwasser, Gewinnung von Sauerstoff für Atemluft, bzw. flüssigem Sauerstoff/Wasserstoff als Raketentreibladung).
Die Äquatorialregionen besitzen aufgrund des steileren Einfallswinkels des Sonnenwindes eine höhere Konzentration an Helium-3 und sind leichter erreichbar, da für Start und Landung keine polare Umlaufbahn erforderlich ist, sondern ein LMO (Low Moon Orbit) verwendet werden kann. Ein interessanter Standort könnte das Gebiet Reiner Gamma sein, das ein nennenswertes magnetisches Feld besitzt, um den Sonnenwind abzulenken.
Die Rückseite des Mondes bietet zum einen eine Abschirmung gegen Radiosignale von der Erde, so dass der Betrieb von Radioteleskopanlagen unter optimalen Bedingungen erfolgen könnte, und zum anderen dürfte die Helium-3-Konzentration hier noch merklich stärker sein als auf der erdzugewandten Seite, die vom Erdmagnetfeld bei dessen Monddurchlauf vor dem Sonnenwind geschützt wird. Die Kommunikation mit der Erde wäre jedoch nur über einen Satelliten am L2-Lagrange-Punkt oder über eine Satellitenkonstellation für Kommunikationszwecke realisierbar.

Transferphasen einer Mondmission

### Bausteine einer Infrastruktur
Die Transportvorgänge zwischen Erde und Mond können wie folgt zusammengefasst werden:
| Transferweg 1: | Erdoberfläche – LEO (Low Earth Orbit) / LEO – Erdoberfläche | (Abb. rote Flugbahn)  |
| Transferweg 2: | LEO – LMO (Low Moon Orbit) / LMO – LEO                      | (Abb. gelbe Flugbahn) |
| Transferweg 3: | LMO – Mondoberfläche / Mondoberfläche – LMO                 | (Abb. grüne Flugbahn) |

Eine der wesentlichen Fragestellungen beim Aufbau einer Infrastruktur ist die nach der Nutzung von Raumstationen in der Erd- und/oder Mondumlaufbahn zur Unterstützung der Versorgung der Mondkolonie. Hierbei würde der Transport von der Erdoberfläche zur Raumstation im LEO (oder auch GEO), danach zur Raumstation im LMO und dann vom LMO zur Mondbasis erfolgen, und umgekehrt.
Bei Betrachtung des Flugverlaufs von Apollo 11 wird ersichtlich, dass unnötige Materialtransporte stattfinden, wenn das Apollo-Konzept für die Versorgung einer Mondkolonie angewendet werden würde:
- Die Wiedereintrittskapsel (Kommandomodul) wurde zum Mond und zurücktransportiert (hatte dafür jedoch auch noch andere Funktionen, entsprechend der Bezeichnung).
- Bei jeder Mission wurde eine Mondlandefähre mitgeführt.
- Die Komponenten Kommandomodul, Servicemodul und Mondlandefähre wurden nicht zur Wiederverwendung ausgelegt.

Diese Aspekte waren aufgrund des Ziels des Apollo-Programms nicht von Bedeutung (u. a. verschiedene Landeplätze), müssten aber bei einer Kolonisierung berücksichtigt werden. Durch entsprechende Raumstationen könnten das Transferraumschiff LEO-LMO und die Mondlandefähre zur Wiederverwendung ausgelegt werden, was entsprechende Ressourcen einsparen würde.

## Aufbau

### Wohnkomplexe

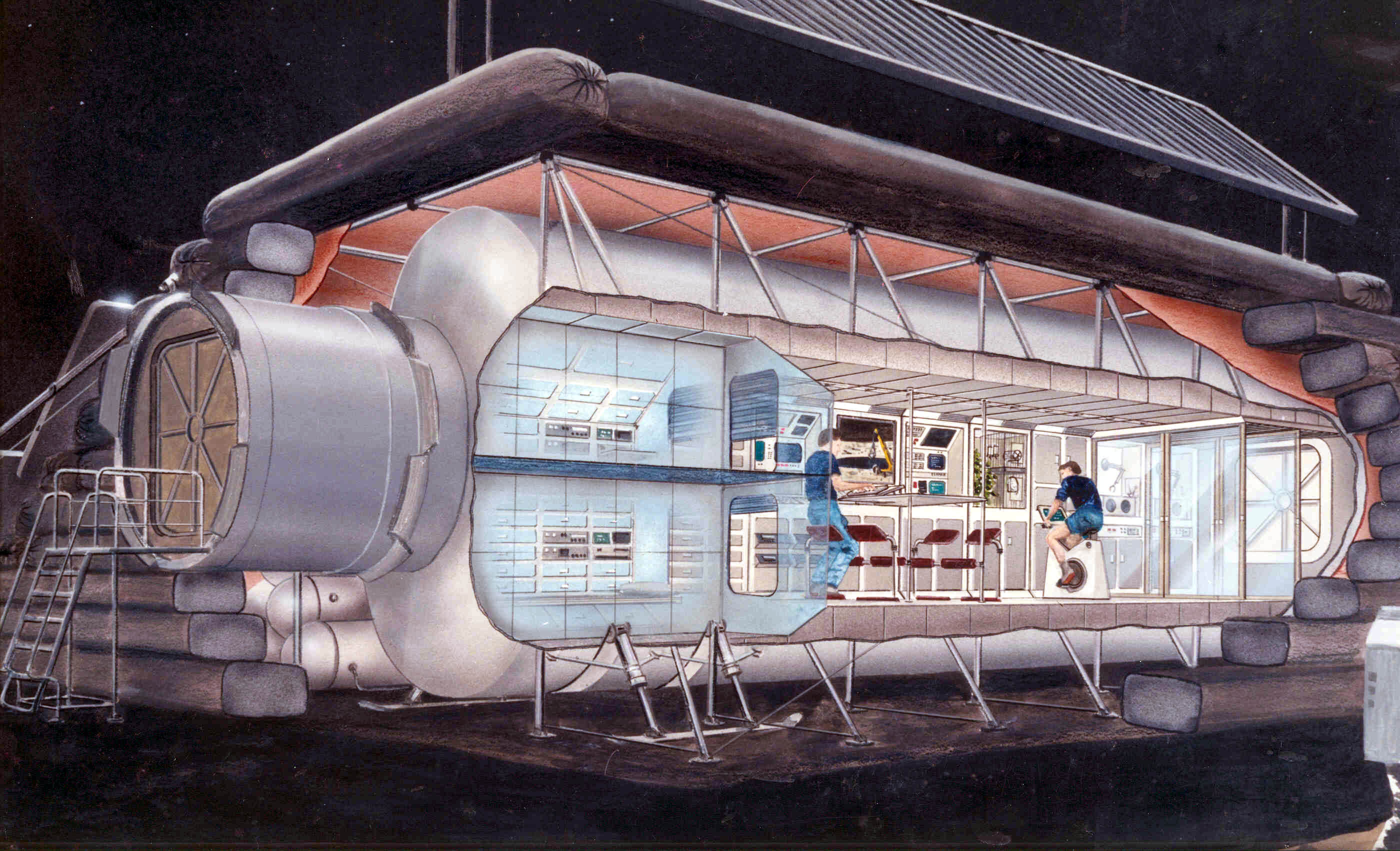
Entwurf eines Wohnkomplexes, NASA 1990

Es gibt verschiedenste Vorstellungen, wie man auf dem Mond leben könnte, die sich jedes Mal auf unterschiedliche Kenntnisse und Techniken stützen. Um nur ein kurioses, aber ernsthaftes Beispiel zu nennen: Es gab Ideen darüber, Stationen zu bauen, die auf den Staubseen schwimmen würden. Auch wurde über aufblasbare Komplexe diverser Ausführungen und Größenordnungen nachgedacht. Ebenso wurde der Umbau der Treibstofftanks vorgeschlagen.
- Besiedlung im Untergrund: Die Kolonie würde hauptsächlich unter der Mondoberfläche gebaut werden, um kosmischer Strahlung, Mikrometeoriten und starken Temperaturschwankungen zu entgehen.
- Natürliche Höhlen: Es wurden inzwischen lunare Lavaröhren nachgewiesen.[24] Diese natürlichen Formationen ließen sich entweder direkt nutzen oder in Komplexe integrieren.
- Eingraben: Als praktischste Lösung wird der Bau einer Basis an der Oberfläche angesehen, die anschließend unter mehreren Metern Mondstaub begraben wird.
- Auf der Oberfläche: Vor der kosmischen Strahlung kann sich die Kolonie mit künstlichen Magnetfeldern schützen.

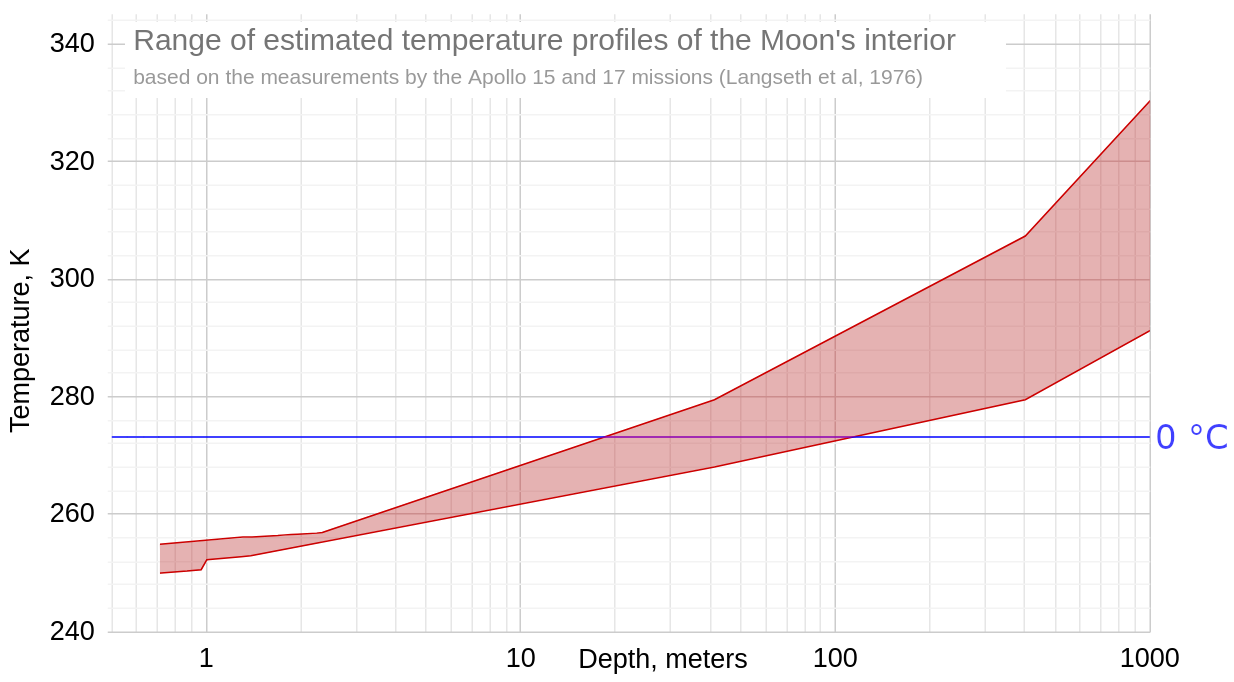
Die Temperatur im Inneren des Mondes steigt mit der Tiefe

## Energieversorgung
Einer der wichtigsten Aspekte jeglicher Aktivität auf dem Mond ist die Versorgung mit Energie. Da es keine nennenswerte Atmosphäre und keine fossilen Rohstoffe auf dem Mond gibt, scheiden die meisten auf Erden genutzten Energieformen aus. Prinzipiell können Energieträger von der Erde geliefert werden, doch wünschenswert ist insbesondere die Nutzung lokal vorhandener Energiequellen.

### Solar
Während in den Polregionen Orte mit ständiger Sonnenbestrahlung liegen, ist sonst auf dem Mond die Sonne nur zeitweise verfügbar. Auf etwa zwei Wochen (336 Stunden) ununterbrochener Sonneneinstrahlung folgen zwei Wochen ununterbrochener Dunkelheit. Da eine entsprechende Energiespeicherung für die Dunkelphase sehr aufwändig und ressourcenintensiv ist, würde den Polregionen wohl der Vorzug gegeben. Denkbar, aber enorm ressourcenintensiv wären Solarzellen an Standorten in verschiedenen Längengraden, welche ein Verbundnetz bilden, sodass die Stromversorgung zu jeder Zeit von Solarzellen in einer zu jenem Zeitpunkt auf der Tagseite befindlichen Gegend gewährleistet werden kann.